# Fehmi Hoshafi
Fehmi Hoshafi, także Fehmi Oshafi (ur. 28 września 1934 w Tiranie, zm. 14 stycznia 2020 tamże) – albański reżyser, scenarzysta filmowy i poeta.

## Życiorys
Po ukończeniu liceum artystycznego Jordan Misja w Tiranie, w 1961 rozpoczął pracę w stołecznym Teatrze Estradowym, skąd przeniósł się z czasem do Studia Filmowego Nowa Albania (Kinostudio Shqiperia e Re). Tam pracował początkowo jako asystent reżysera, a od 1967 realizował samodzielnie filmy dokumentalne. W 1968 wyreżyserował swój pierwszy film fabularny Estrada na ekranie, będący zapisem przedstawień Teatru Estradowego. Przełomem w jego karierze był zrealizowany w 1972, wspólnie z Muharremem Fejzo film Kapedani. Sukces filmu ugruntował pozycję Hoshafiego jako reżysera „lekkich” komedii obyczajowych, a Hoshafi występował coraz częściej także w roli scenarzysty. W 1981 po raz pierwszy zdecydował się na realizację filmu o dzieciach. Obraz Nasz towarzysz Tili przyniósł mu nagrodę specjalną na Międzynarodowym Festiwalu Filmowym we włoskim Giffone.
Hoshafi prowadził wykłady z reżyserii filmowej dla studentów Instytutu Sztuk w Tiranie. W 1999 wraz z rodziną wyemigrował do Grecji, gdzie pisał scenariusze filmowe. W 2008 nakładem wydawnictwa Toena ukazał się tomik poezji Hoshafiego Ky populli im, nje kenge djepi (Kołysanka dla mojego ludu).

## Filmografia
- 1967: Estrada në ekran
- 1972: Kapedani
- 1976: Thirrja
- 1980: Dëshmorët e monumenteve
- 1981: Shoku ynë Tili
- 1983: Dritat e qytezes
- 1984: Endërr për një karrigë
- 1985: Melodi e pandërprerë
- 1987: Zëvendësi i grave
- 1987: Në emër të lirisë
- 1989: Pas takimit të fundit

## Poezja
- 2004: Dashuria ime e parë
- 2008: Ky populli im, nje kenge djepi